# Blavignac
 Blavignac  es una población y comuna francesa, situada en la región de Languedoc-Rosellón, departamento de Lozère, en el distrito de Mende y cantón de Saint-Chély-d'Apcher.

## Demografía
| 275 | 207 | 162 | 246 | 273 | 225 |
| Para los censos de 1962 a 1999 la población legal corresponde a la población sin duplicidades (Fuente: INSEE [Consultar]) |     |     |     |     |     |